# Tomasz Gałkowski
Tomasz Gałkowski (ur. 4 lutego 1967 w Łodzi) – kapłan z zakonu pasjonistów, doktor habilitowany nauk prawnych w zakresie prawa kanonicznego, profesor nadzwyczajny Uniwersytetu Kardynała Stefana Wyszyńskiego w Warszawie.

## Życiorys
Pierwszą profesję zakonną złożył 15 września 1988. Święcenia kapłańskie przyjął 16 kwietnia 1992. W 1996 obronił na Papieskim Uniwersytecie Gregoriańskim w Rzymie rozprawę doktorską pt. "Il quid ius nella realtà umana e nella Chiesa" pod kierunkiem Velasio De Paolisa, późniejszego kardynała. W 2007 habilitował się na podstawie pracy "Prawo - obowiązek. Pierwszeństwo i współzależność w porządkach prawnych: kanonicznym i społeczności świeckiej".
Jest sędzią Trybunału Metropolitalnego w Łodzi i kierownikiem Katedry Teorii Prawa Kościelnego na Wydziale Prawa Kanonicznego Uniwersytetu Kardynała Stefana Wyszyńskiego w Warszawie.